# آرمناک آلاچاچیان

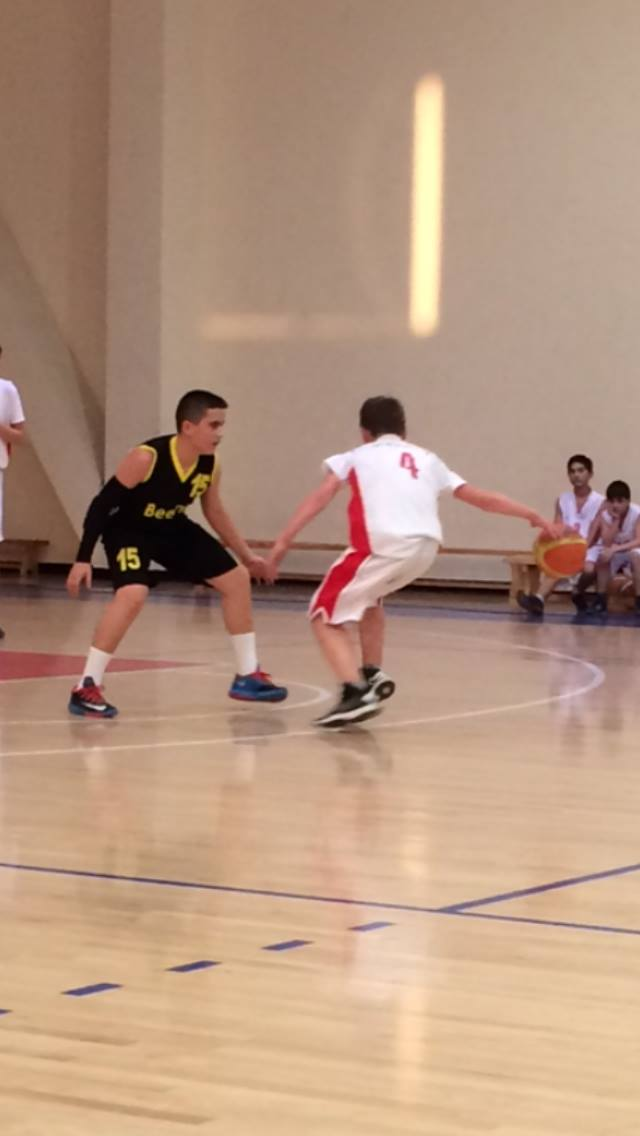
رقابت بین‌المللی بسکتبال جوانان با عنوان «آرمناک آلاچاچیان» در ایروان، ۲۰۱۴

آرمناک میساکی آلاچاچیان (ارمنی: Արմենակ Միսակի Ալաջաջյան، زاده ۲۵ دسامبر ۱۹۳۰ در اسکندریه، مصر - درگذشته ۴ دسامبر ۲۰۱۷ در تورنتو، کانادا) بازیکن و مربی بازنشسته بسکتبال اهل ارمنستان بود. وی سابقه بازی در باشگاه بسکتبال زسکا مسکو را در کارنامه داشت.
آلاچاچیان به همراه تیم ملی بسکتبال مردان اتحاد شوروی موفق به کسب مدال طلا در رقابت‌های فیبا یوروبسکت سال‌های ۱۹۵۳، ۱۹۶۱، ۱۹۶۳ و ۱۹۶۵ شد.